# Vuohisaari (ö i Mellersta Finland, Äänekoski, lat 62,59, long 25,83)
Vuohisaari är en ö i Finland. Den ligger i sjön Sumiainen och i kommunen Äänekoski i den ekonomiska regionen  Äänekoski ekonomiska region  och landskapet Mellersta Finland, i den centrala delen av landet, 270 km norr om huvudstaden Helsingfors. Öns area är 3,9 hektar och dess största längd är 360 meter i nord-sydlig riktning.